# Tetragonisca angustula
Tetragonisca angustula är en biart som först beskrevs av Pierre André Latreille 1825.  Tetragonisca angustula ingår i släktet Tetragonisca och familjen långtungebin. Inga underarter finns listade i Catalogue of Life.

## Bildgalleri

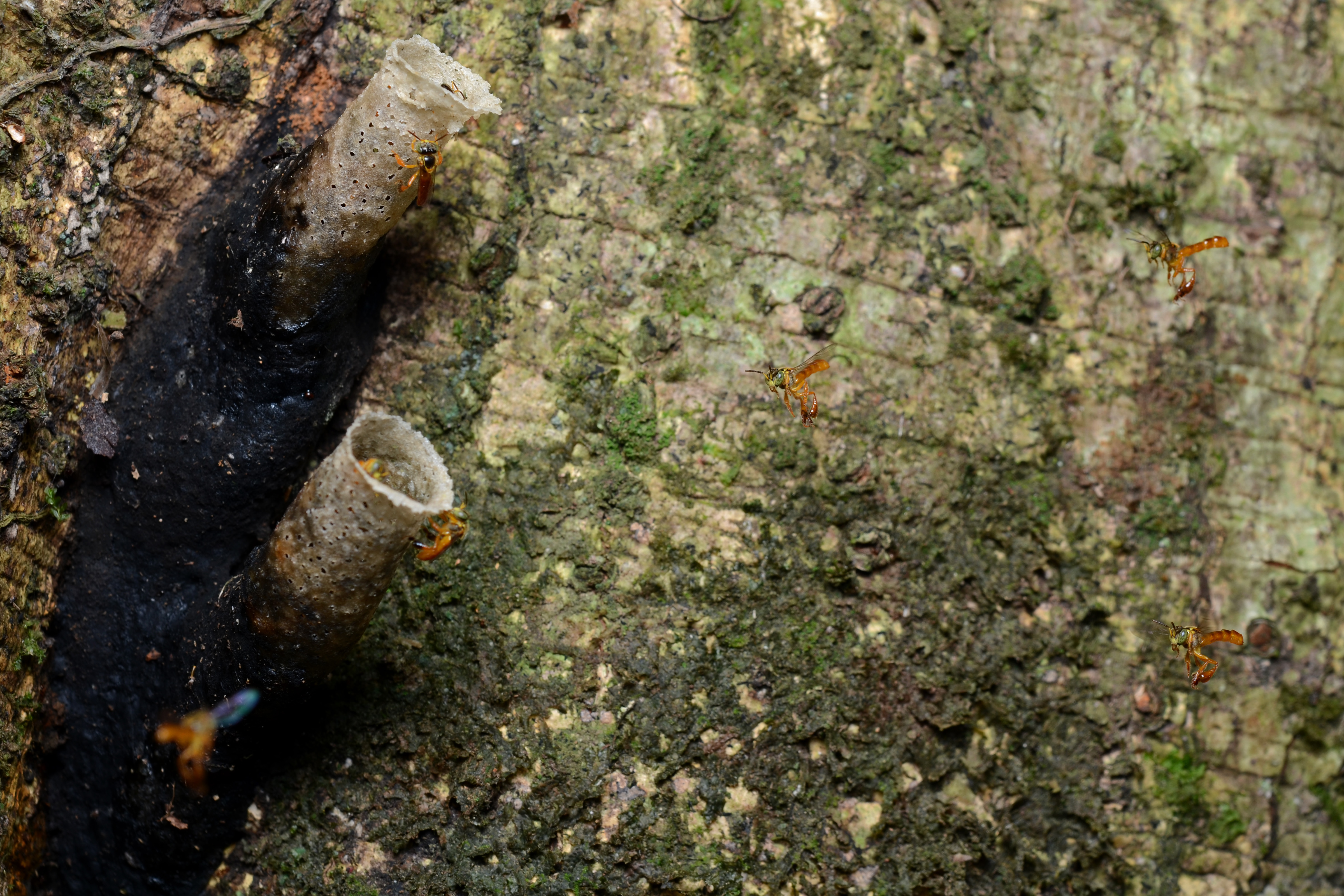
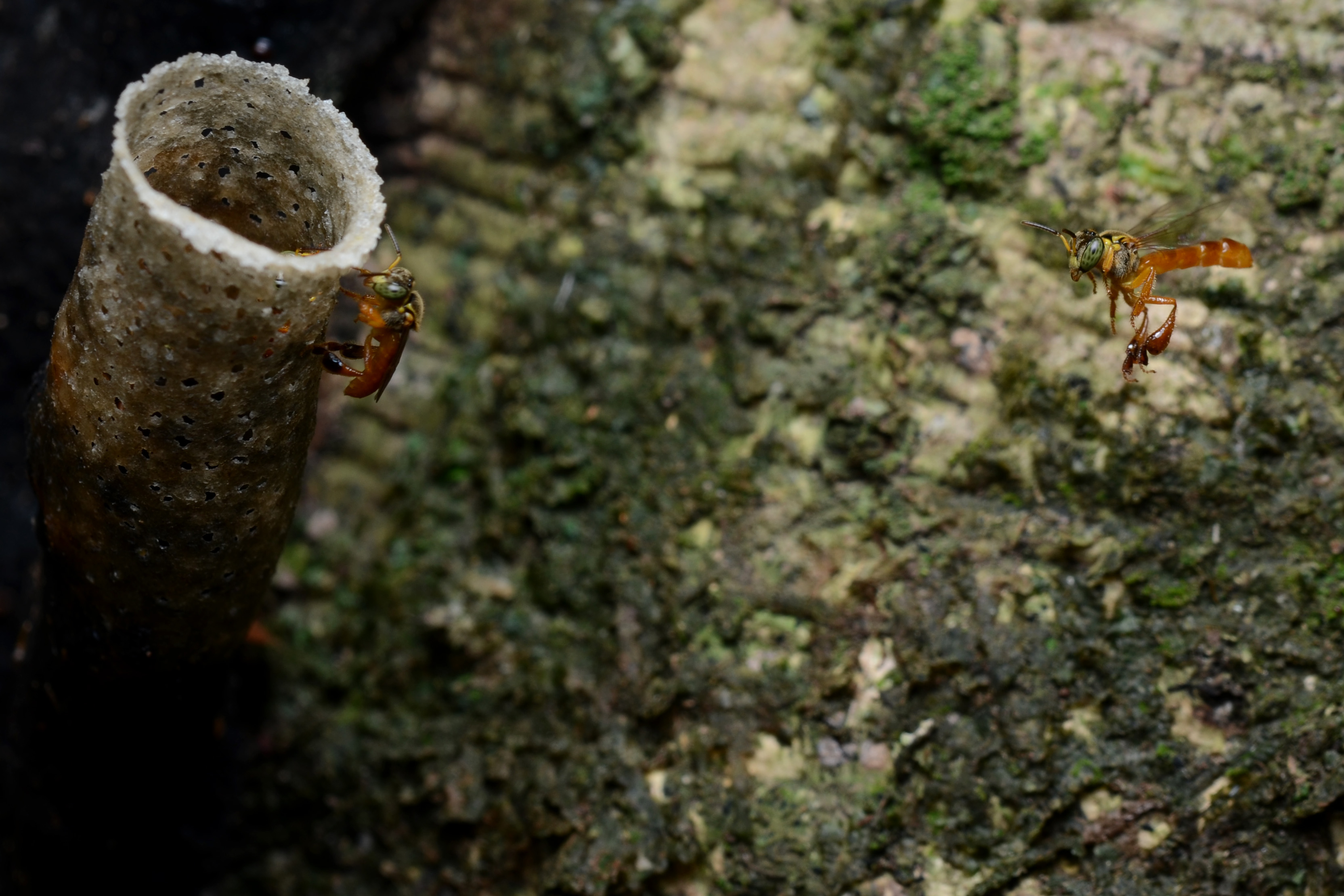
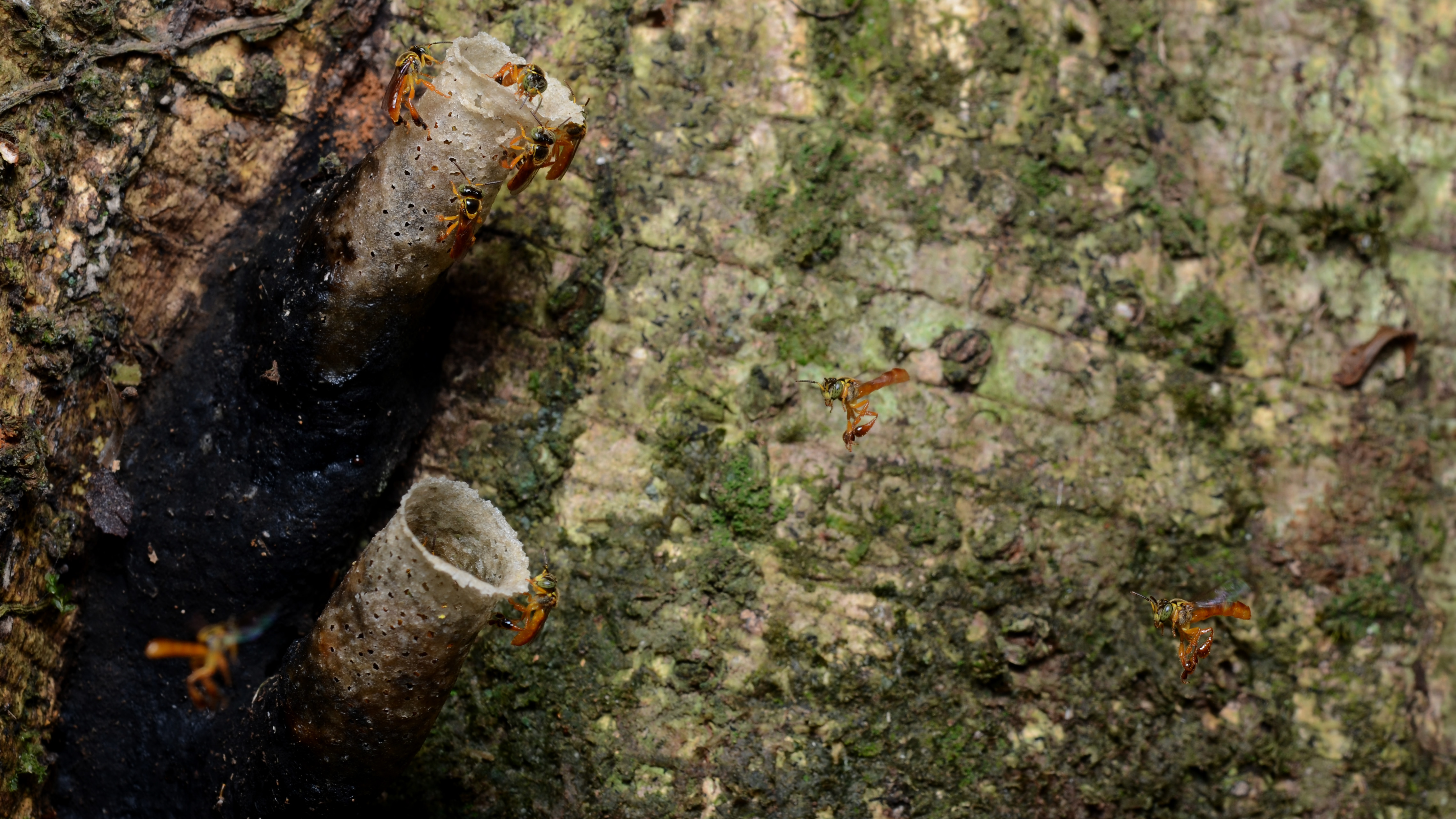
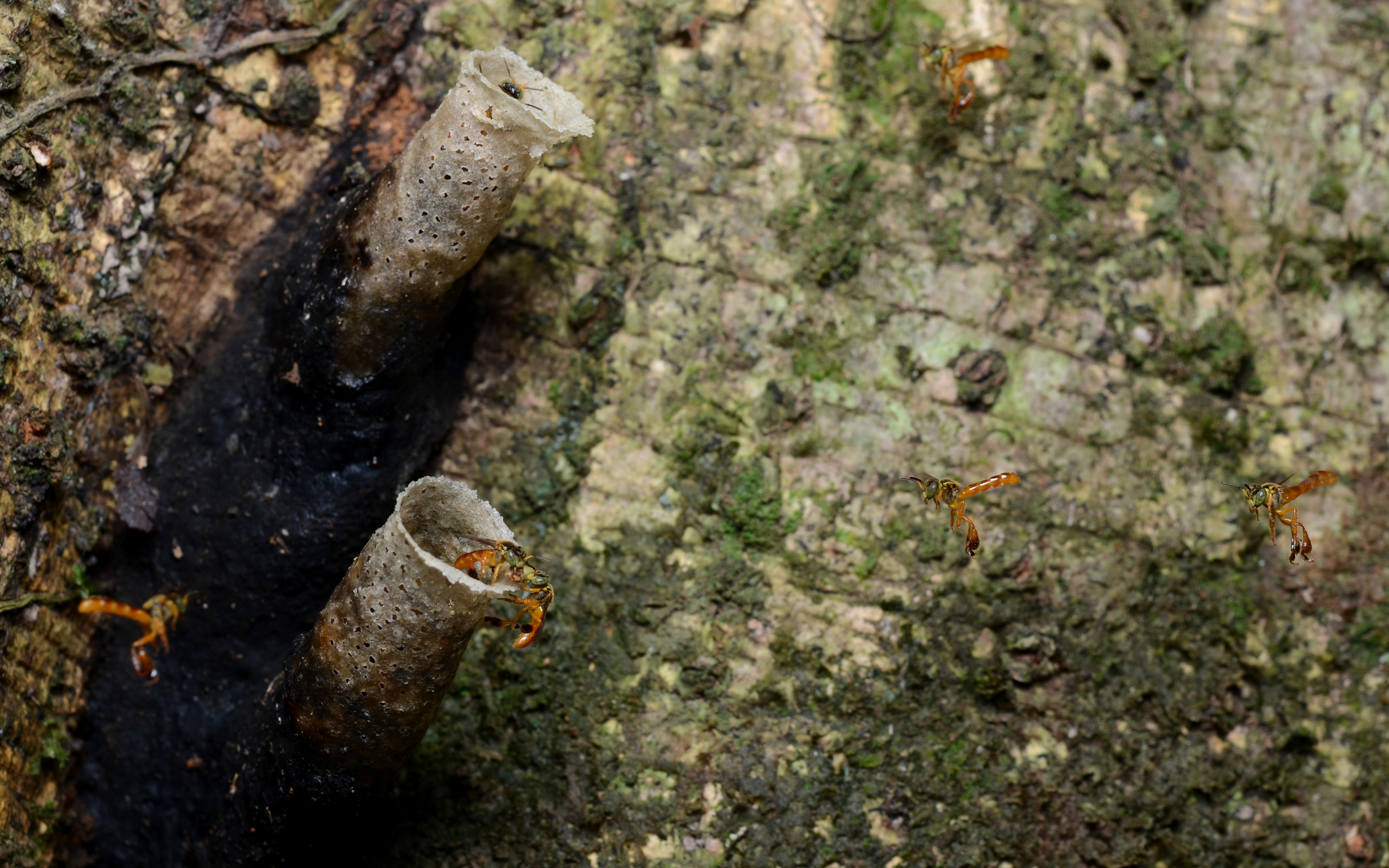